# Rossa (Svizzera)
Rossa (toponimo italiano e lombardo) è un comune svizzero di 151 abitanti del Canton Grigioni, nella regione Moesa.

## Geografia fisica

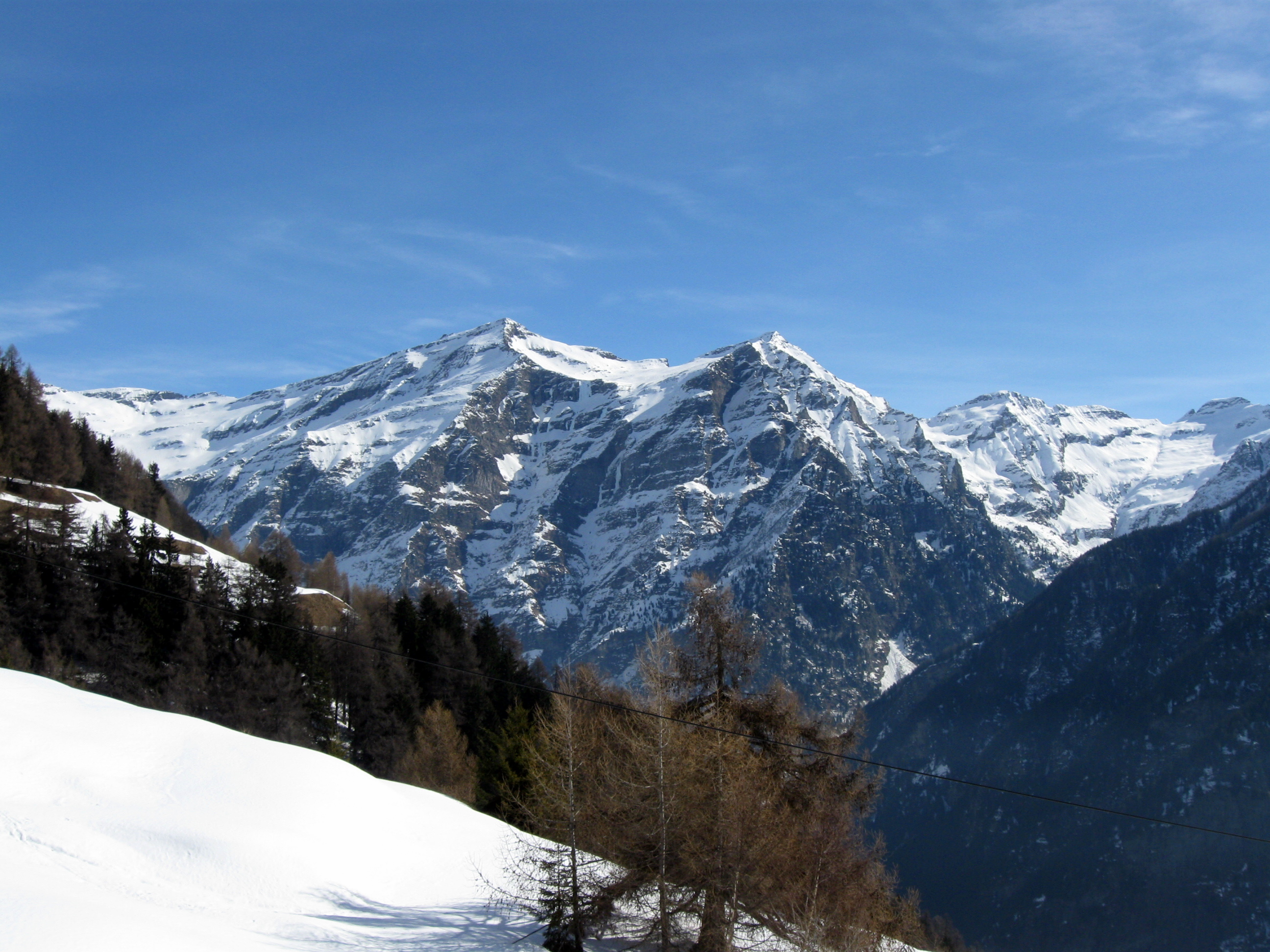
La Cima Rossa (a sinistra) e la Cima dei Cogn (a destra) nei loro versanti occidentali

Rossa è situato in Val Calanca, sulla sponda sinistra del torrente Calancasca; dista 31 km da Bellinzona e 123 km da Coira. Il punto più elevato del comune è la Cima dei Cogn (3 063 m s.l.m.), sul confine con Malvaglia; è il più alto villaggio della Val Calanca abitato tutto l'anno.

## Storia
Il comune di Rossa, istituito nel 1851, nel 1982 ha inglobato i comuni soppressi di Augio e Santa Domenica
.

## Monumenti e luoghi d'interesse
- Chiesa parrocchiale cattolica di San Bernardo, eretta nel 1677-1684[2];
- Cappella di Santa Maria della Neve in località Valbella, eretta nel 1683[2];
- Cappella di Santa Maria Maddalena al Calvario, eretta nel 1691[2];
- Cappella di San Carlo al Sabbione, eretta nel 1694[2];
- Cappella della Madonna del Sangue, eretta nel XVIII secolo[2];
- Cappella della Madonna del Rosario, eretta nel XVIII secolo[2];
- Camin de Biancalàn[senza fonte].

## Società

### Evoluzione demografica
L'evoluzione demografica è riportata nella seguente tabella (dal 2000 con Augio e Santa Domenica):
Abitanti censiti

## Geografia antropica

### Frazioni
Le frazioni di Rossa sono:
- Augio[6]
  - Tarco[senza fonte]
- Santa Domenica[7]
- Scandalasc[8]
- Valbella

## Infrastrutture e trasporti
L'uscita autostradale più vicina è Roveredo, sulla A13/E43 (19 km), mentre la stazione ferroviaria di Grono, in disuso, dista 19 km.